# 경주 남산 미륵곡 석조여래좌상
경주 남산 미륵곡 석조여래좌상(慶州 南山 彌勒谷 石造如來坐像)은 대한민국 경주시 배반동(보리사)에 있는, 남북국 시대 신라의 석조여래좌상이다. 1963년 1월 21일 대한민국의 보물 제136호 경주남산미륵곡석불좌상(慶州南山彌勒谷石佛坐像)으로 지정되었다가, 2010년 8월 25일 현재의 명칭으로 변경되었다.

## 개요
신라시대의 보리사터로 추정되는 곳에 남아 있는 전체 높이 4.36m, 불상 높이 2.44m의 석불좌상으로 현재 경주 남산에 있는 신라시대의 석불 가운데 가장 완벽하게 보존되어 있다.
작은 소라 모양의 머리칼을 한 머리에는 상투 모양의 머리(육계)가 높게 솟아 있으며, 둥근 얼굴에서는 은은하게 내면적인 웃음이 번지고 있다. 양 어깨를 감싸고 있는 옷은 힘없이 축 늘어진 느낌이며, 군데군데 평행한 옷주름을 새겨 넣었다. 손모양은 오른손을 무릎 위에 올려 손끝이 아래로 향하고 왼손은 배부분에 대고 있는 항마촉지인(降魔觸地印)인데 다소 연약해 보인다. 불상과는 별도로 마련해 놓은 광배(光背)는 매우 장식적인데, 광배 안에는 작은 부처와 보상화·덩쿨무늬가 화려하게 새겨져 있다.
특히 광배 뒷면에는 모든 질병을 구제한다는 약사여래불을 가느다란 선으로 새겨 놓았는데, 이러한 형식은 밀양 무봉사나 경북대 광배 등에서만 볼 수 있는 특이한 예이다.

## 특징
보물 제136호로 현재 경주 남산에 있는 신라시대의 석불 가운데 가장 완전한 불상이다.
통일신라시대인 8세기 후반의 제작으로 보이며 전체 높이 4.36m, 불상 높이 2.44m의 대작이다.
머리는 나발이고, 이목구비가 크게 표현된 자비로운 인상이다. 목에는 삼도가 있고, 머리부터 삼도까지를 딴 돌로 조각하여 끼웠다. 법의는 통견이고, 몸을 덮은 평행 옷주름은 힘이 빠져 평평한 느낌이다. 수인은 항마촉지인이다.
8각(八角)의 대좌(臺座) 위에 앉아 있으며 별도로 마련된 광배(光背)에는 화불(化佛)과 보상화(寶相華), 그리고 당초무늬(唐草紋)로 장식되어 화려하며 특히 광배 뒷면에는 약사여래상을 가는 선으로 조각하였는데 이러한 형식은 그 예가 드물다.

## 같이 보기
- 경주 남산 미륵곡 마애여래좌상 : 경상북도 유형문화재 제193호이며, 보리사 옆 산비탈에 있다.
- 경주시의 지질
- 한국의 화강암

## 사진

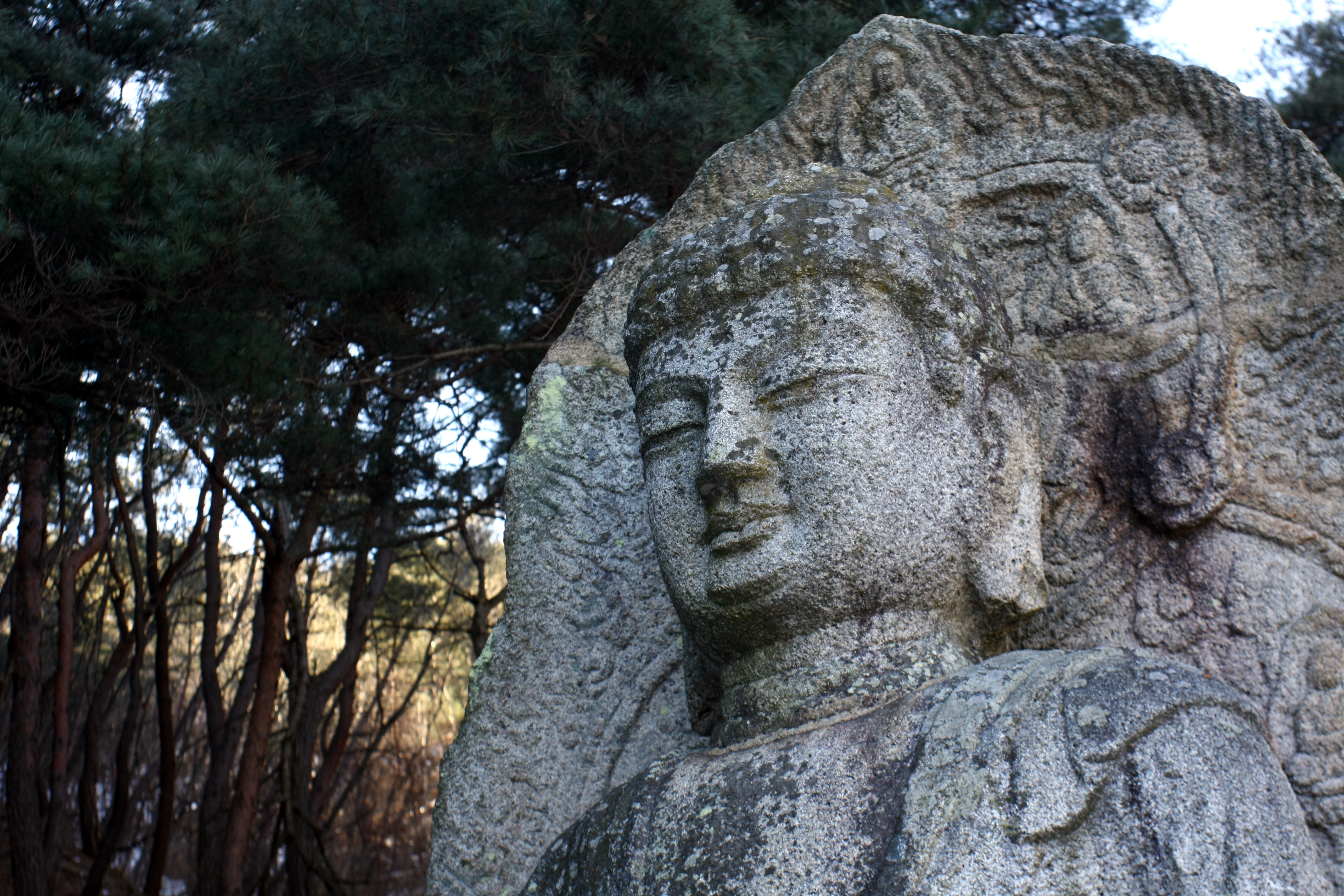
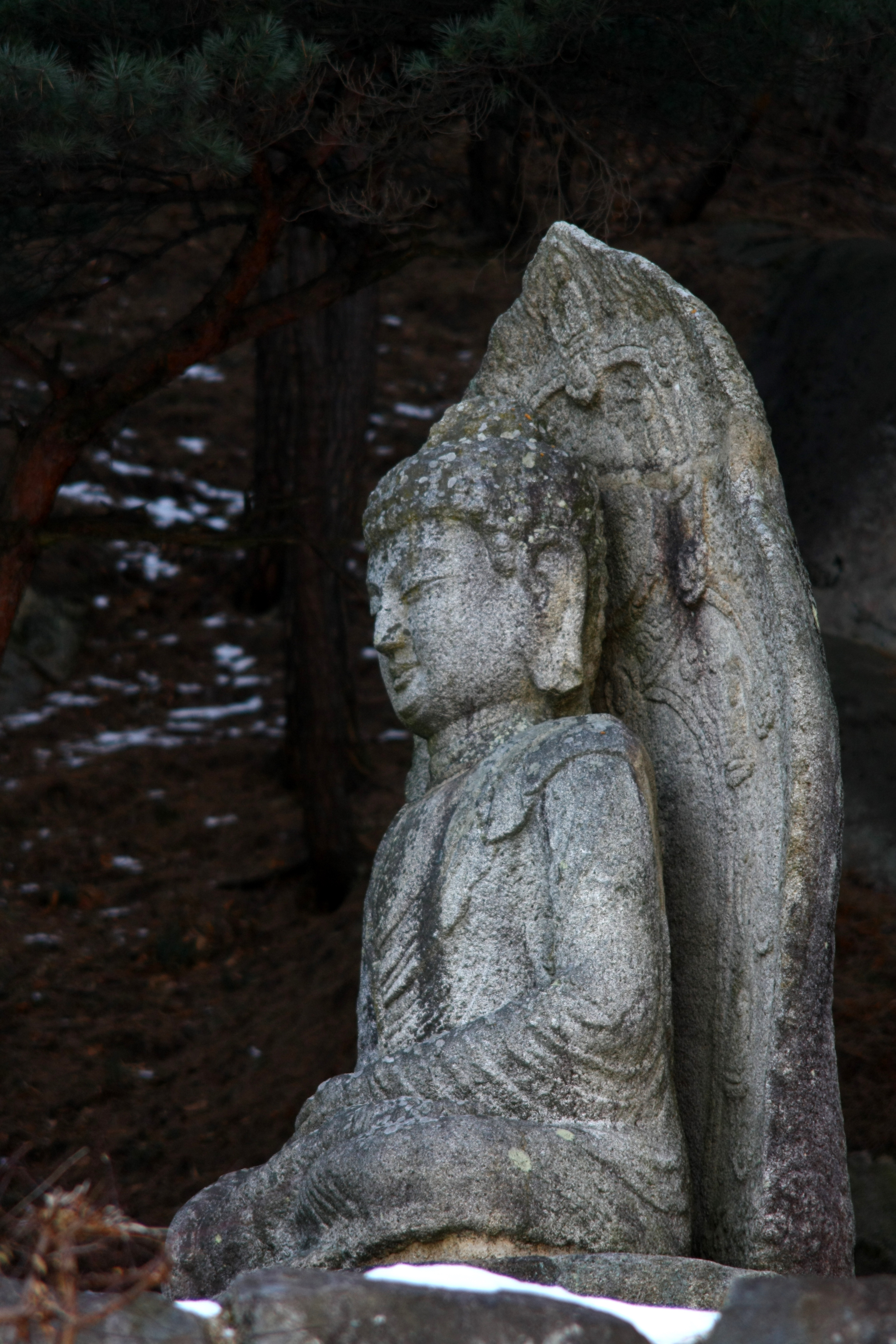
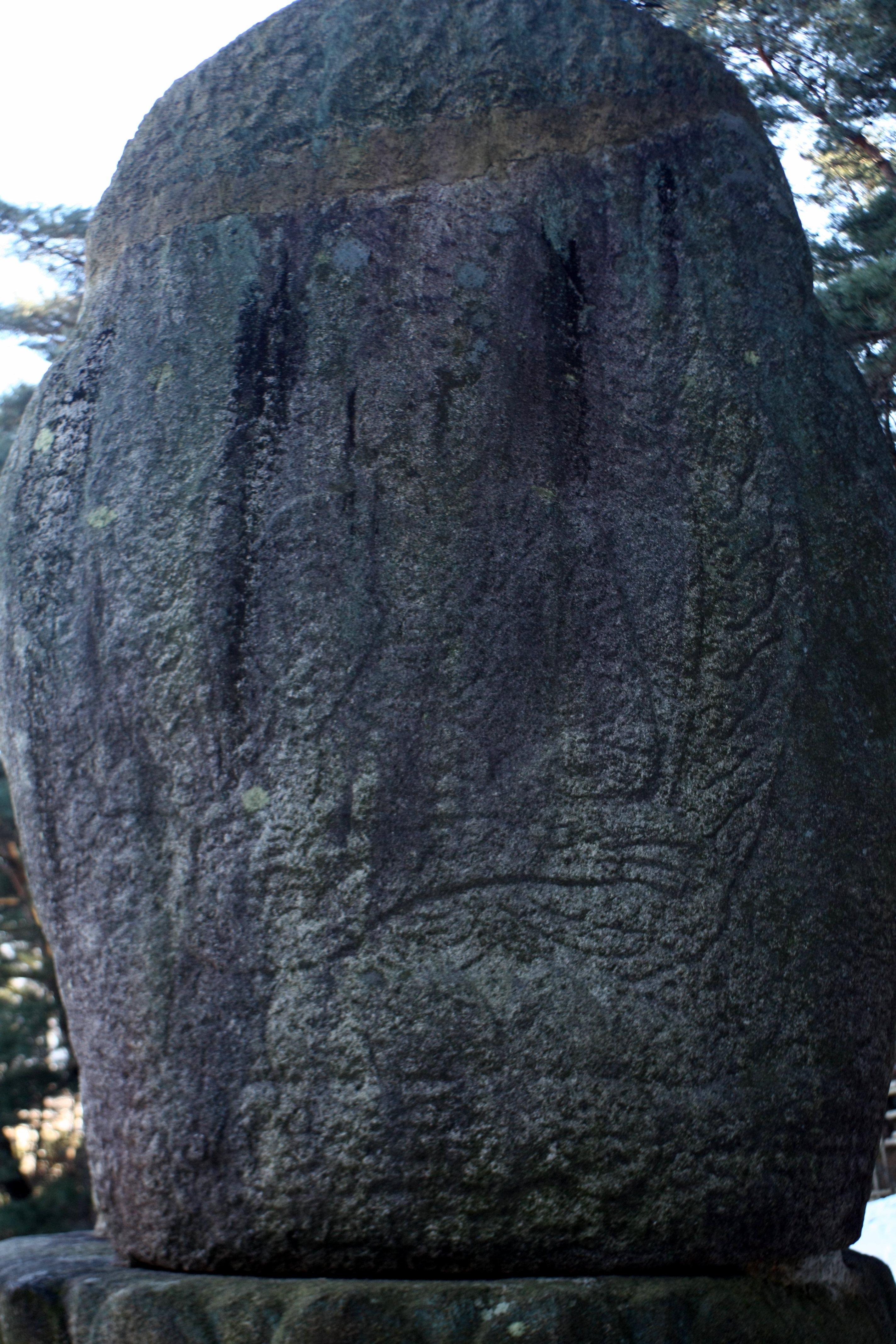
광배 뒷면에 새겨져 있는 약사여래상

## 참고 문헌
- 경주 남산 미륵곡 석조여래좌상 - 국가유산청 국가유산포털
- 이 문서에는 다음커뮤니케이션(현 카카오)에서 GFDL 또는 CC-SA 라이선스로 배포한 글로벌 세계대백과사전의 내용을 기초로 작성된 글이 포함되어 있습니다.